# Federación Inglesa de Ajedrez
La Federación Inglesa de Ajedrez (ECF) es la organización de ajedrez gobernante en Inglaterra y es una de las federaciones de la FIDE.
La ECF fue fundada en 1904 como la Federación Británica de Ajedrez (BDF) y aunque Escocia, Gales, Irlanda y las Islas del Canal tenían sus propias federaciones hace muchos años, no fue hasta 2005 que la BCF fue renombrada para reflejar este hecho. 

## Actividades
El Campeonato de Gran Bretaña de ajedrez es disputados bajo los auspicios de la ECF y ha sido disputado anualmente desde 1904, excepto en las guerras mundiales. La ECF también selecciona y financia el equipo inglés para las bianuales Olimpíadas de ajedrez.
La ECF publica clasificaciones para los jugadores que compiten en competiciones afiliadas en Inglaterra. Actualmente, hay dos formas de entrar en la clasificación de la ECF. Con una tarifa de un año los jugadores se convierten en miembros de la ECF directamente o, desde 2005, a través de una organización local. En zonad de Inglaterra donde no existen estas organizaciones o no son obligatorias los jugadores tienen que pagar una Tarifa de Partida por cada partida de competición que jueguen y no son considerados miembros de la ECF. Este sistema de afiliación ha sido objeto de gran debate en los últimos años.
Todos los cargos de la ECF son elegidos cada año y se puede estar en el cargo por un tiempo ilimitado. El presidente actual es Martin Regan, elegido en 2006. En contraste a varias elecciones sin oposición en años anteriores, las elecciones de 2006 tuvieron dos rivales que confrontaban en muchos temas como el sistema de miembros, las finanzas y las desigualdades regionales.
La ECF publica la revista ChessMoves, gratis para los miembros.

## Federación Británica de Ajedrez
La Federación Británica de Ajedrez (BCF) fue el órgano de gobierno del ajedrez en Inglaterra desde 1904 hasta 2005. 
Durante mucho tiempo se discutió sobre si la BCF debería cambiar su nombre para reflejar el hecho de que sólo Inglaterra estaba bajo su jurisdicción. El principal argumento en contra era que la BCF tenía de hecho una dimensión británica, ya que administraba el Cempeonato de Ajedrez Británico. Desde los años 1990 también ha habido una campaña para que la BCF adquiriera el status de compañía limitada por garantía, como parte de una organización que generara más dinero de patrocinuo, incrementando los miembro y limitando la responsabilidad de sus miembros.
Se decidió matar dos pájaros de un tiro y a principios de la temporada 2005-06 se creó la Federación Inglesa de Ajedrez, heredando los recursos y el personal de la BCF. La antigua BCF sigue existiendo por motivos legales y su web permanece en www.bcf.org.uk tal cual como fue heredada por la ECF.
- Datos: Q528935